# 七条町
七条町（しちじょうまち）は、平安時代中期から中世にかけて平安京（京都）の左京八条三坊にあった商工地域。
正確には左京八条に属するが、平安京の七条大路（現在の七条通）と町尻小路（現在の新町通）の交差点付近を中心に発展したためこの名前がある（七条大路の南側と八条大路の北側の間の区域が平安京における「八条」に相当する）。平安京の東市が北西側にあった。現在の京都駅北口一帯にあたる。
平安京では武器（太刀・弓矢・鎧など）や馬具を含めた金属加工品は官設の東市のみで扱うことになっていた（『延喜式』巻42）が、次第に金属加工などを扱う手工業者の居住が周辺部にも広がり、七条町一帯に手工業者が集住して工房や販売を行う屋舎を設置したことから成立したと考えられている。後には東市に代わって商工地域として発展した。
11世紀後半以降、有力権門の邸宅が七条町の周辺に建てられたことが発展の要因になったと考えられている。すなわち、白河院の院御所であった中院・六条院が町の北側に、その曾孫で日本最大の荘園領主と言われた八条院の御所が院庁・御倉と共に左京八条三坊、正しく七条町の南隣の八条大路沿いに置かれたことが大きな影響を与えた。すなわち、院・女院に仕える院近臣や武士の邸宅が御所の周囲に築かれ、院や女院、貴族たちが必要とする装飾品や武士が日常用いる武具・馬具を調達先として七条町が用いられ、手工業者たちも彼らの需要に応え、あるいはその家政機構の庇護を受けるために七条町への集住が進んだ。八条院の異母兄である後白河院の法住寺殿も七条町から七条大路を東に進んで鴨川の越えた場所にあり、伊勢平氏の本拠地であった六波羅と西八条もそれぞれ法住寺殿の北側と左京八条一坊（七条町の南西側の八条大路沿い）にあり、いずれも七条町との経済活動を行う上で都合の良い場所であった。また、河内源氏の本拠地となった六条堀河も七条町の北東側に位置している。更に七条町近辺に仏所が成立したのも、元は七条町の職人が寺院と結びついたからと考えられている。
『新猿楽記』に登場する七条以南（すなわち七条町）の保長「金集百成」は架空の人物であるが、七条町に住む人々を1人の人物に仮託した姿と言える。すなわち、右馬寮で史生を務める下級官人であると同時に鍛冶師・鋳物師・金銀細工師でもあった（下級官人身分は権門の家政機関に属するのと並んで権力の庇護を受ける方法である）。扱っている商品は刀剣や鍋釜、鍬や鋸、香炉、鈴、大鐘などあらゆる鍛冶物・鋳物を取り扱っていたと記されている（詳細は新猿楽記#四の御許を参照）。これは当時の七条町には金・銀・銅・鉄を始めとするあらゆる金属類の鋳造・鍛造・彫金・鍍金を扱う高度かつ集約的な技術者・職人集団が形成されていたことを示していると考えられている。
八条院が活動した時代はちょうど平氏政権の時代と重なるが、平氏政権の主体であった伊勢平氏は七条町で作られる大量の武器の購入者であると共に、本拠地である伊勢国から鍍金に必要な大量の水銀を七条町に供給し、日宋貿易で得た大量の銅銭を七条町にて使用した（通常は取引の支払手段として用いられていたが、一部の破損した銅銭は銅製品の原料としても活用されたと考えられている）。こうした背景からか、後に七条町には借上のような金融業者も出現するようになる。
七条町で生産された製品は日本国内外にて流通しただけでなく、奥州藤原氏など地方の有力者や寺院などによって七条町から地方に招かれた職人が地方に定着もしくは現地の職人を指導し、京都の優れた技術が平泉や浅草など地方都市にも広がっていったと考えられている。
鎌倉時代以降も栄え続け、天福2年（1234年）にこの付近が大火に襲われた際に、藤原定家が「土倉不知員数、商賈充満、海内之財貨只在其所云々」（『明月記』天福2年8月5日条）と記し、依然として国内屈指の商工地域であったことを物語っている。